# Fiat 127 Sport
La Fiat 127 Sport è la versione sportiva della Fiat 127 costruita dalla FIAT dal 1978 al 1983, anno in cui venne introdotta la serie unificata. La sua sostituta è la  Fiat Uno Turbo, nata nel 1985.

## Contesto
Venne proposta in due versioni: la 70 HP, prodotta dal 1978 al 1981, e la 75 HP prodotta dal 1981 al 1983.

## La Fiat 127 Sport 70 HP
La Fiat 127 venne prodotta a partire dal 1971, ma la versione sportiva arrivò solo nel settembre del 1978. Tuttavia non si trattava di una vera e propria vettura sportiva, ma di un allestimento sportivo della 127, infatti la carrozzeria e il telaio erano gli stessi della 127. A differenza del modello di base, la 127 Sport 70 HP aveva: spoiler anteriore e posteriore, cerchi di nuova foggia con gomme ribassate, calandra nera con una griglia a quadretti grigi e con una targhetta argentata collocata in basso a sinistra con su scritto di nero "70 HP". Le colorazioni disponibili erano tre: nero, arancione e grigio chiaro metallizzato. Per quanto riguarda gli interni, sono stati realizzati principalmente con tessuto di colore nero con dei catenini arancioni (azzurri se la carrozzeria era di color grigio chiaro metallizzato), la vettura era inoltre dotata di: volante sportivo a due razze, sedili con poggiatesta incorporato, contagiri, orologio, termometro dell'acqua e manometro dell'olio. Il motore venne potenziato e aveva il 20% in più di potenza e coppia. Venne montato lo stesso motore della 127 1050 CL (CL sta per Comfort Lusso), ossia un quattro cilindri in linea montato anteriormente con monoblocco in ghisa, testa in lega leggera e cilindrata da 1049 cm³, potenziato a 70 CV di potenza a 6500 giri e a 8,5 kgm a 4500 giri di coppia massima. Queste migliorie furono ottenute migliorando la fasatura dell'albero a camme e i condotti di aspirazione e di scarico, aumentando il rapporto di compressione con un carburatore a doppio corpo e valvole con un diametro maggiore. Venne aumentata infine anche la capacità della coppa dell'olio, per garantire una lubrificazione migliore. Erano in vendita kit di potenziamento con 2 carburatori doppio corpo e relativi collettori, che portavano la potenza ad 85 CV. La 127 Sport 70 HP ha inoltre: cerchi più larghi di mezzo pollice, gomme di sezione maggiorata, una barra antirollio all'avantreno più rigida e nuove pinze freni derivate dalla 128. La trazione era anteriore, la frizione monodisco a secco e a comando meccanico e il cambio a 4 marce sincronizzate. Ne risentirono in maniera positiva anche le prestazioni, infatti la 127 Sport 70 HP poteva raggiungere una velocità massima di 160 km/h. Ottenne subito un ottimo successo perché non era solo una sportiva destinata ad un pubblico giovanile, ma era anche un'auto da famiglia, infatti l'assetto, anche se irrigidito, era comunque abbastanza morbido per far viaggiare comodamente i passeggeri. La sua principale rivale fu la Autobianchi A112 Abarth. Per quanto riguarda i consumi, sono pressoché gli stessi della 127 1050 CL.

## La Fiat 127 Sport 75 HP

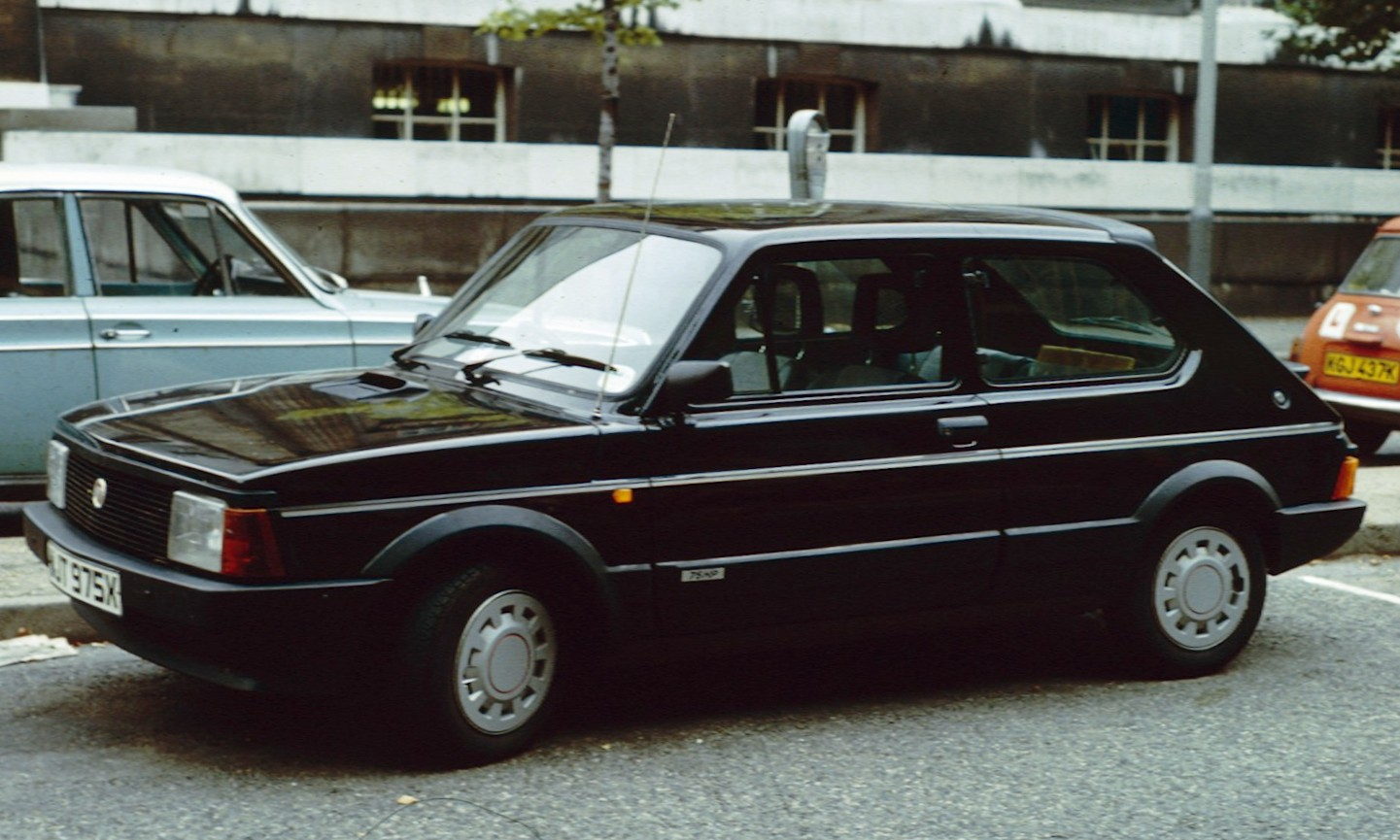
Una Fiat 127 Sport 75 HP

Nel novembre del 1981 arriva la seconda serie della 127 Sport, denominata "75 HP" (o "Sport 5 speed", essendo dotata di cambio a 5 marce) a causa della potenza aumentata a 75 CV. Il motore era sempre il quattro cilindri "Brasile" ma nella versione di 1301 cc ottenuta tramite l'adozione di un albero motore a corsa più lunga (lo stesso motore sarà montato pochi anni dopo sulla Duna con tarature diverse). La velocità massima era di 165 km/h. Per quanto riguarda l'estetica venne incrementata la plastica nera per racchiudere le fughe tra cofano calandra e fanali, questi ultimi, a causa delle rifiniture in plastica più spesse, sembrano più grandi di quanto in realtà siano. Il motivo quadrettato della griglia della 70 HP venne ripetuto con quadrettini più piccoli e, alla base del lunotto, venne aggiunto un secondo spoiler che integra quello alla base del padiglione. Altre differenze nella 75 HP rispetto al modello precedente sono: i pannelli porta, una migliore imbottitura dei sedili anteriori, dotati di poggiatesta sportivi con centrale a rete, l'acceleratore forato, il volante con corona in pelle e la leva del cambio ha un nuovo pomello e lo stelo coperto da una cuffia abbottonata. Il volante ha lo stesso stemma della 70 HP. A richiesta erano la vernice metallizzata e i cerchi in lega. Rispetto al modello precedente, la 75 HP risultò più economica e prestante. Venne prodotta fino a dicembre del 1983 per poi essere sostituita dalla Fiat Uno Turbo.